# ای‌اس‌پی‌ان

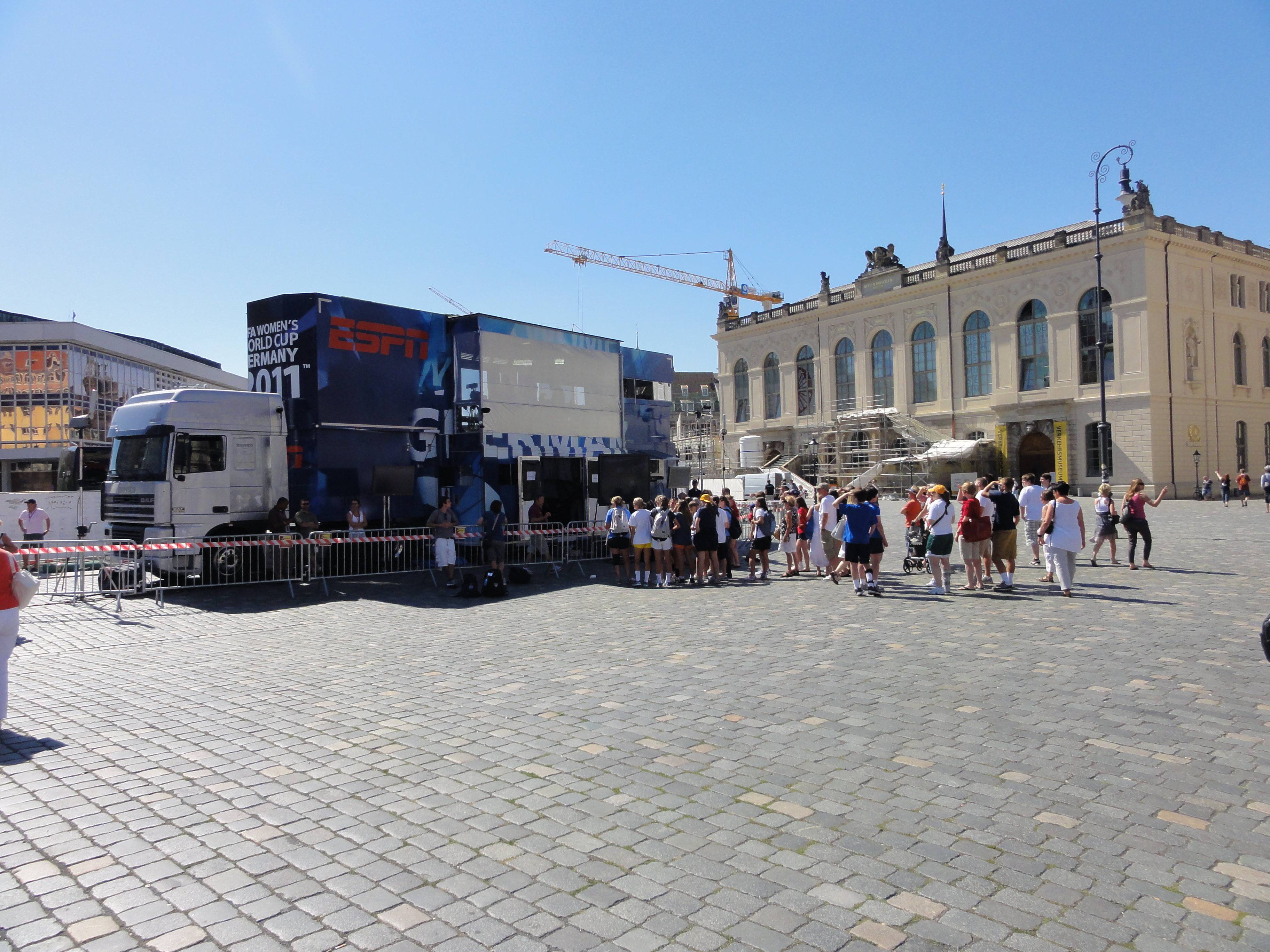
ای‌اس‌پی‌ان شبکه برنامه‌های تفریحی و ورزشی (به انگلیسی: Entertainment and Sports Programming Network)

ای‌اس‌پی‌ان (به انگلیسی: ESPN) کوتاه شدهٔ نام انگلیسی شبکه برنامه‌های تفریحی و ورزشی (به انگلیسی: Entertainment and Sports Programming Network) است که یک شبکه تلویزیونی آمریکایی است. این شبکه که متعلق به شرکت والت دیزنی است، در سال ۱۹۷۹میلادی ایجاد شده‌است و ۱۲ ساعته برنامه‌های ورزشی پخش می‌کند. این تلویزیون آمریکایی برای ۲۰۰ کشور جهان برنامه پخش می‌کند.

## تاریخچه
ای اس پی ان شبکه تلویزیونی کابلی آمریکایی است که در سراسر جهان به پخش برنامه‌های ورزشی و پوشش رویدادهای زنده یا ضبط شده ورزشی و گفتگوی تلویزیونی می‌پردازد.
این شبکه توسط بیل راسموسن و پسرش اسکات راسموسن افتتاح شد. شرکت نفت گتی بودجه ای برای سرمایه‌گذاری‌های جدید در اختیار استوارت ایوی قرار داد.
ای اس پی ان تا به حال ۵۰۰۰۰ قسمت از برنامه اسپرت سنتر را ازین شبکه به صورت زنده پخش کرده‌است. این شبکه دفاتری در میامی نیویورک شارلوت سیاتل، واشینگتن و لس آنجلس دارد اما استودیوی اصلی و پخش شبکه از بریستول کانیتکت است.